# ناحیه کانیمخ
ناحیهٔ کانیمخ (به ازبکی: Konimex tumani، کانیمېخ تومنی}} یک منطقهٔ مسکونی در ازبکستان است که در ولایت نوایی واقع شده‌است. ناحیه کانیمخ ۳۶٬۹۰۰ نفر جمعیت دارد.